# Communauté de communes du Pays de France
Die Communauté de communes du Pays de France (CCPF) ist ein ehemaliger französischer Gemeindeverband mit der Rechtsform einer Communauté de communes im Département Val-d’Oise in der Region Île-de-France. Sie wurde am 20. Dezember 1993 gegründet und umfasste zehn Gemeinden. Der Verwaltungssitz befand sich im Ort Luzarches.

## Historische Entwicklung
Mit Wirkung vom 1. Januar 2017 fusionierte der Gemeindeverband mit der Communauté de communes Carnelle Pays-de-France (vor 2017) und bildete so die Nachfolgeorganisation Communauté de communes Carnelle Pays-de-France. Trotz der Namensgleichheit handelt es sich um eine Neugründung mit anderer Rechtspersönlichkeit.

## Ehemalige Mitgliedsgemeinden
1. Bellefontaine
2. Châtenay-en-France
3. Chaumontel
4. Épinay-Champlâtreux
5. Mareil-en-France
6. Jagny-sous-Bois
7. Lassy
8. Luzarches
9. Le Plessis-Luzarches
10. Villiers-le-Sec